# クヤヴィアク

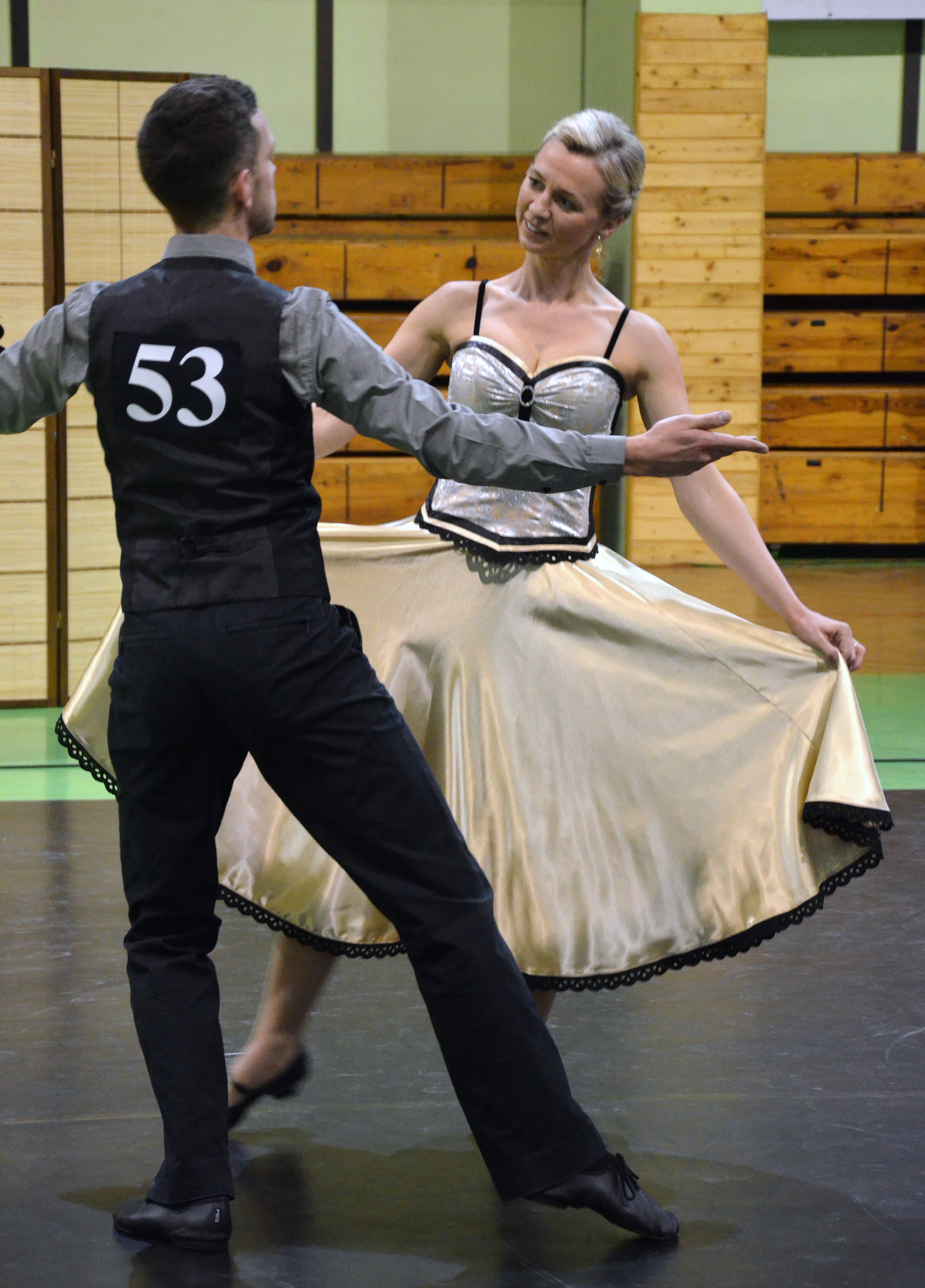
クヤヴィアク

クヤヴィアク（ポーランド語: kujawiak）は、オベレク、クラコヴィアク、ポロネーズ、マズールとともにポーランドの五大民族舞曲の一つである。ポーランド中部のクヤヴィ地方の発祥であり、名前もこの地方に由来する。シンコペーションが使われる3拍子の緩やかな舞曲で、マズルカに近い。日本語では、2拍子のクラコヴィアクと混同されやすいが、この舞曲とは似ていない。輪をなして並んだ男女が舞曲に合わせてダンスを踊り、女声合唱が加わる場合もある。女性だけのクヤヴィアクは舞台の演目になることもある。